# ماتيو لوفاتو
ماتيو لوفاتو (بالإيطالية: Matteo Lovato)‏ هو لاعب كرة قدم إيطالي في مركز الدفاع، ولد في 14 فبراير 2000 في مونسيليس - إيطاليا في إيطاليا. شارك مع منتخب إيطاليا تحت 20 سنة لكرة القدم ومنتخب إيطاليا تحت 21 سنة لكرة القدم. أما مع النوادي، فقد لعب مع نادي بادوفا وهيلاس فيرونا.

## وصلات خارجية
- ماتيو لوفاتو على موقع الاتحاد الأوربي (الإنجليزية)
- ماتيو لوفاتو على موقع إي إس بي إن إف سي (الإنجليزية)
- ماتيو لوفاتو على موقع قاعدة بيانات كرة القدم.إي يو (الإنجليزية)
- ماتيو لوفاتو على موقع Soccerbase.com (لاعب) (الإنجليزية)
- ماتيو لوفاتو على موقع Soccerway.com (الإنجليزية)
- ماتيو لوفاتو على موقع عالم كرة القدم.نت (الإنجليزية)
- ماتيو لوفاتو على موقع AS.com (الإسبانية)